# Collingham (West Yorkshire)
Collingham – wieś w Anglii, w hrabstwie ceremonialnym West Yorkshire, w dystrykcie metropolitalnym Leeds. Leży 15 km na północny wschód od centrum miasta Leeds i 280 km na północ od Londynu. Miejscowość liczy 2967 mieszkańców.